# Mallerenga de pitet
La mallerenga de pitet (Poecile hypermelaenus) és una espècie d'ocell passeriforme que pertany a la família del Pàrids. Es troba des del centre i l'est de la Xina fins al sud-est del Tibet i l'oest de Myanmar.
Anteriorment es considerava una subespècie de la mallerenga d'aigua.